# Monclar (Avignon)
Le quartier Monclar est situé dans le quartier Avignon Ouest à Avignon dans le département de Vaucluse en région Provence-Alpes-Côte d'Azur.
Il est situé entre la gare SNCF d'Avignon TGV et celle d'Avignon Centre. Il se situe à 5 kilomètres, du confluent du Rhône et de la Durance et de la limite départemental entre le Vaucluse et les Bouches-du-Rhône.
Il a été inscrit dans la majorité des dispositifs de réhabilitation de la ville (Habitat et Vie Sociale et Nouveau Programme National de Renouvellement Urbain).
Le quartier a été inscrit en 2005 dans la prévention de la délinquance des 25 quartiers du plan-pilote.
Entre les années 1990 et 2010, Monclar souffrait d'une mauvaise réputation au niveau régional, voire national, à cause des nombreux faits divers frappant la cité de 1985 à 1990.

## Géographie

### Climat
Monclar, comme l'ensemble de la ville d'Avignon, située dans la zone d’influence du climat méditerranéen, est soumise à un rythme à quatre temps : deux saisons sèches, dont une brève en fin d'hiver, une très longue et accentuée en été ; deux saisons pluvieuses, en automne, avec des pluies abondantes sinon torrentielles, et au printemps. Les étés sont chauds et secs, liés à la remontée des anticyclones subtropicaux, entrecoupés d’épisodes orageux parfois violents. Les hivers sont doux. Les précipitations sont peu fréquentes et la neige rare.

#### Relevés météorologiques
| Mois                              | jan. | fév. | mars | avril | mai  | juin | jui. | août | sep. | oct. | nov. | déc. | année |
| --------------------------------- | ---- | ---- | ---- | ----- | ---- | ---- | ---- | ---- | ---- | ---- | ---- | ---- | ----- |
| Température minimale moyenne (°C) | 2    | 3    | 6    | 8     | 12   | 15   | 18   | 18   | 14   | 11   | 6    | 3    | 9,6   |
| Température moyenne (°C)          | 6    | 7,5  | 11   | 13    | 17,5 | 21   | 24   | 24   | 19,5 | 15,5 | 8,5  | 7,5  | 14,7  |
| Température maximale moyenne (°C) | 10   | 12   | 16   | 18    | 23   | 27   | 30   | 30   | 25   | 20   | 13   | 10   | 19,75 |
| dont pluie (mm)                   | 36,5 | 23,3 | 24,9 | 47,5  | 45,6 | 25,4 | 20,9 | 29,1 | 89,8 | 59,6 | 52,8 | 34   | 495,4 |

Selon Météo-France, le nombre par an de jours de pluies supérieures à 2,5 litres par mètre carré est de 45 et la quantité d'eau, pluie et neige confondues, est de 660 litres par mètre carré.
Les températures moyennes oscillent entre 0 et 30 °C selon la saison. Le record de température depuis l'existence de la station de l'INRA Avignon est de 40,5 °C lors de la canicule européenne de 2003 le 5 août (et 39,8 °C le 18 août 2009) et −12,8 °C le 5 janvier 1985.
Les relevés météorologiques ont lieu à Agroparc, au sud d'Avignon.

#### Le mistral
Le vent principal est le mistral, dont la vitesse peut aller au-delà des 110 km/h. Il souffle entre 120 et 160 jours par an, avec une vitesse de 90 km/h par rafale en moyenne.
Le tableau suivant indique les différentes vitesses du mistral enregistrées par les stations d'Orange et Carpentras-Serres dans le sud de la vallée du Rhône et sa fréquence au cours de l'année 2006.
La normale correspond à la moyenne des 53 dernières années pour les relevés météorologiques d'Orange et à celle des 42 dernières pour Carpentras.
Légende : « = » : idem à la normale ; « + » : supérieur à la normale ; « - » : inférieur à la normale.
|                                                      | Jan.     | Fev.     | Mar.     | Avr.    | Mai.    | Jui.     | Juil.   | Aoû.    | Sept.   | Oct.    | Nov.    | Dec.     |
| Vitesse maximale relevée sur le mois                 | 106 km/h | 127 km/h | 119 km/h | 97 km/h | 94 km/h | 144 km/h | 90 km/h | 90 km/h | 90 km/h | 87 km/h | 91 km/h | 118 km/h |
| Tendance : jours avec une vitesse > 16 m/s (58 km/h) | --       | +++      | ---      | ++++    | ++++    | =        | =       | ++++    | +       | ---     | =       | ++       |

## Transports en commun
Le quartier est desservi par la société des Transports en Commun de la Région d'Avignon.

### Bus Urbains
| Lignes de bus desservant le quartier | Ligne                        | Parcours   | Fréquence                  | Communes desservies                     | Arrêts à Monclar |
| ------------------------------------ | ---------------------------- | ---------- | -------------------------- | --------------------------------------- | ---------------- |
| 1A                                   | Avignon Poste <> Mazarin     | 8 minutes  | Avignon                    | Lopy / Monclar / Allende                |                  |
| 2                                    | Buld'Air <> Hôpital          | 12 minutes | Avignon, Le Pontet, Vedène | Cité Quiot / Crèche / Monclar / Allende |                  |
| 10                                   | Saint-Gabriel <> Avignon TGV | 20 minutes | Avignon                    | Allende / Églantines / Levant           |                  |

## Histoire

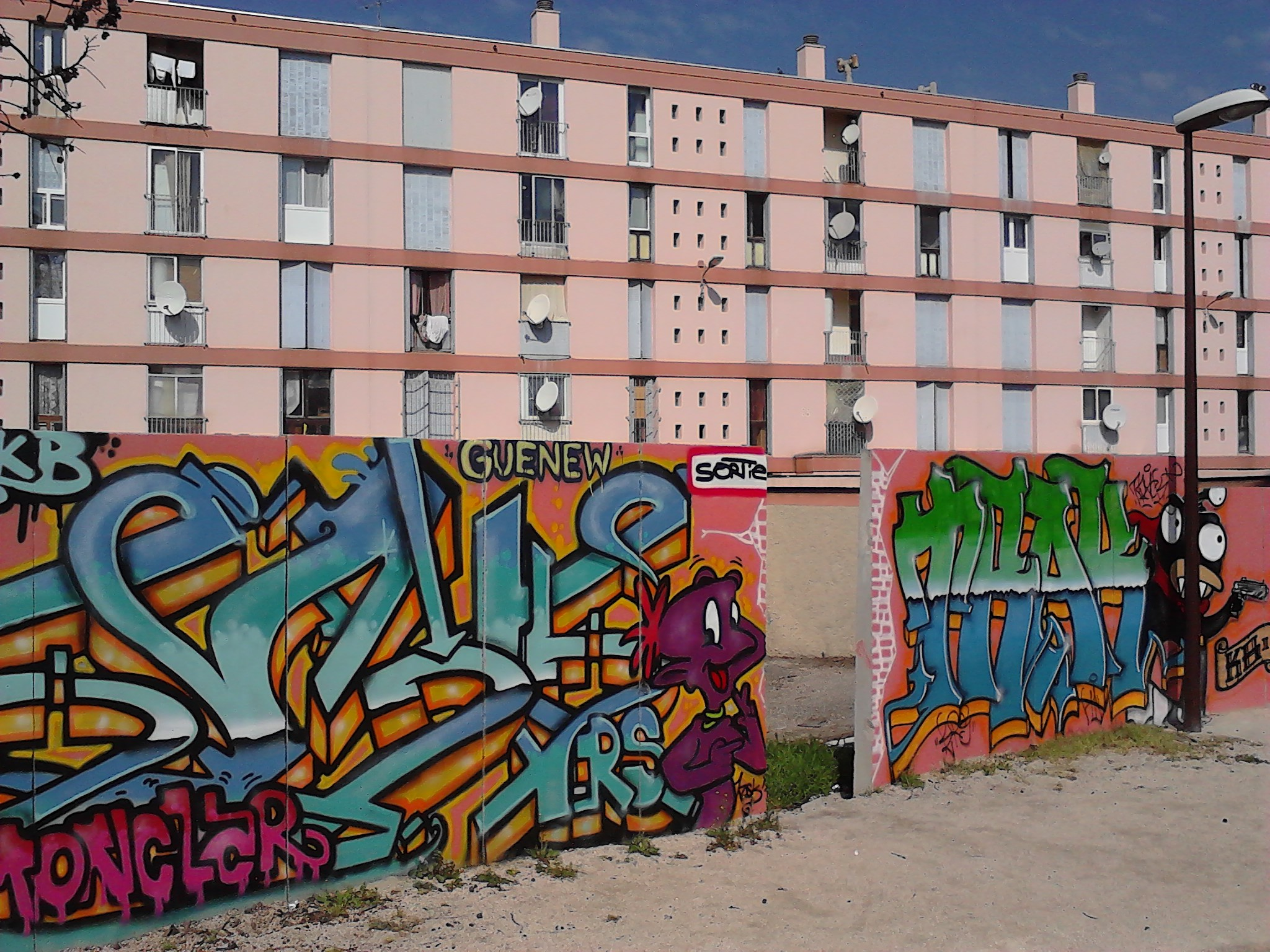
Rue Claude Debussy.

Ce n'est pas avant la fin du XIXe siècle que la ville d'Avignon s'étendra timidement hors de ses murs, surtout vers l'est et le sud en direction de la Durance, la plaine maraîchère d'Avignon avec ses innombrables canaux d'irrigation, ses platanes, chemins ruraux et campagnes.
Les constructions à de rares exceptions se sont rangées le long des chemins existants où quelques belles maisons à l'architecture soignée émergent çà et là en particulier au début de l'avenue Monclar et dans les rues adjacentes.
Monclar est un quartier qui a été classé zone urbaine sensible (ZUS), ayant notamment été le théâtre de phénomènes de violences urbaines essentiellement à la fin des années 1990 et au début des années 2000. Avec la disparition des ZUS en 2015, Monclar est intégré au sein d'un vaste quartier prioritaire s'étendant tout le long de la rocade sud, jusqu'à la Croix des Oiseaux.
Aujourd'hui, les bâtiments ont été réhabilités grâce aux programmes mis en place par la ville, des commerces de proximité s'y sont installés (pharmacie, centre médical...)

## Administrations

### Services publics
Les habitants du quartier Monclar, peuvent se rendre à la mairie annexe du quartier Avignon Ouest située au no 30 avenue Monclar.
La mairie annexe propose des salles de réunion, une annexe de Pôle Emploi ainsi qu'une Maison pour Tous.

## Santé
Plusieurs professionnels de santé sont installés à Monclar : quatre médecins, quatre infirmiers ainsi qu'un dentiste.

## Culture locale et patrimoine

### Monuments et lieux touristiques
- Parc de la Fontaine du Levant[9]